# Musik i Umeå
Musiklivet i Umeå har djupa rötter, trots staden Umeås relativa litenhet. Musiksällskapet, inriktat på "klassisk musik", var först ut 1862 och följdes av körer, jazz, rock och progg, blues, hårdrock, indiepop och hardcore – och förstås Norrlandsoperan och en mängd musikfestivaler, av vilka Brännbollsyran, Holmöns visfestival, House of Metal, Umefolk, Umeå Jazzfestival och Umeå Open torde vara de mest kända.
Ett lite otippat nav i musiklivet har varit Umeå Folkets Hus lokaler i korsningen Järnvägsallén–Östra Kyrkogatan. Från invigningen 1934 presenterades där danskvällar och teaterföreställningar – även operetter och nyårsrevyer. Från 1974 blev lokalen hemvist för den nybildade Norrlandsoperan, som huserade där fram till 1984. Därefter förvandlades lokalen till ungdomsgård – Galaxen – som var ett epicentrum för Umeå Hardcore-scen, som födde band som Refused. 

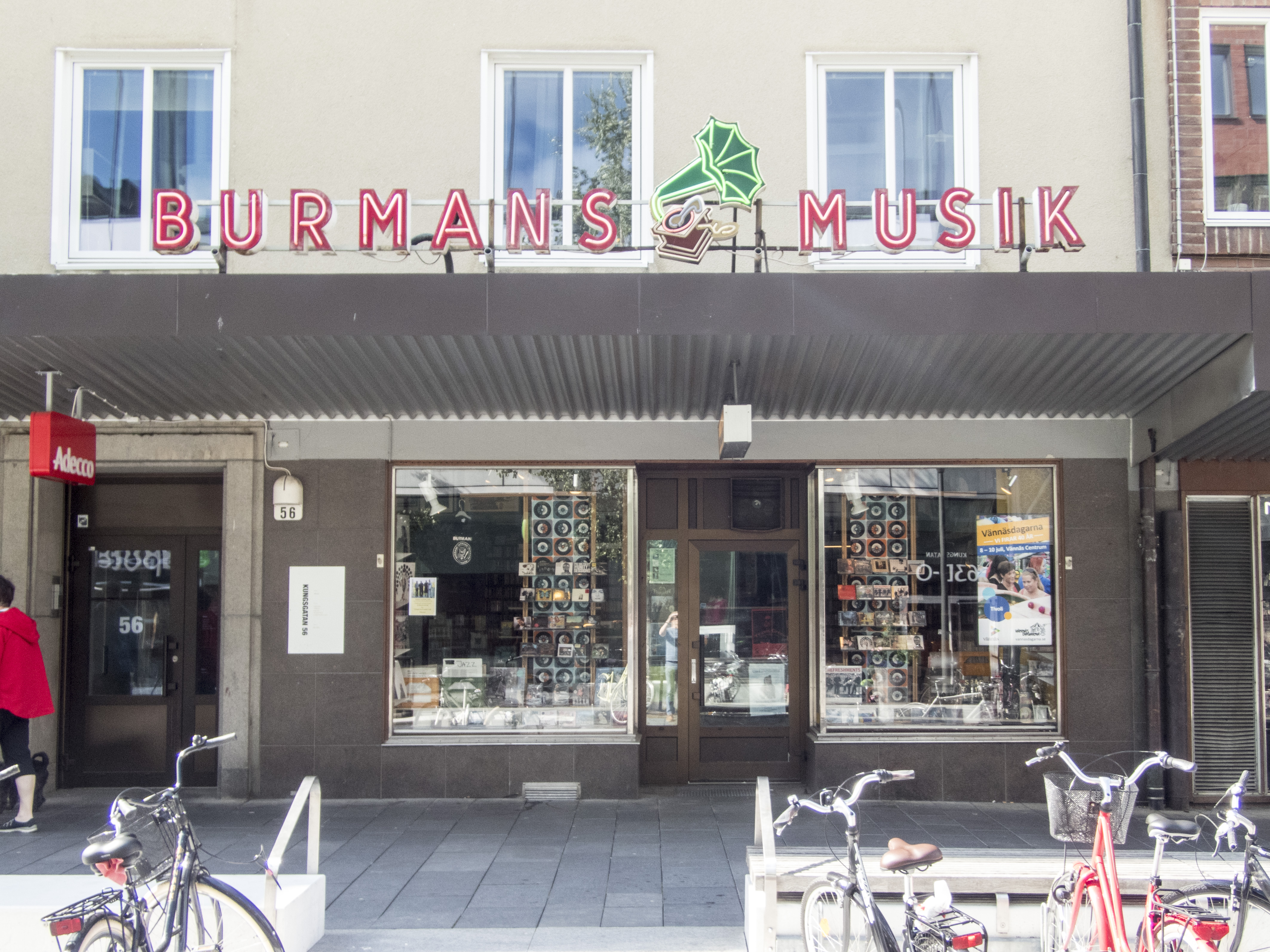
Burmans musik, Umeå, 2016.

Ett annat av många nav i Umeås musikliv har varit skivbutiken Burmans Musik (grundad 1949 och fortfarande i drift år 2022, som Sveriges äldsta i sitt slag). Ett tredje skivbolaget och butiken Garageland (1983–2018) som bland mycket annat gav ut Meshuggahs första skiva. Ung, alternativ musik har från 2006 fått plats på scener tack vare föreningen Verket. Ännu en mötesplats var klubben Scharinska (2006–2014) och dess efterföljare i Guitars – the Museum, med dess unika samling gitarrer, utställningar och spelningar.
Musiklivet har också gett andra ringar på vattnet, inte minst när det gäller ljud och ljudteknik. Som exempel har företaget Tunemalm Akustik sedan 1966 beräknat och projekterat akustiken i åtskilliga konsertlokaler runt om i landet. Oräkneliga är de skivor som Pelle Henricsson spelat in och/eller producerat i Tonteknik Studios. Och sedan 1977 har mjukvaruföretaget Toontrack hunnit bli världsledande utvecklare av programvara för trumsampling.

## Historia

### Klassisk musik och körsång
När Umeå Musiksällskap – det blott tredje i sitt slag i landet – bildades i september 1862 anmälde sig 74 av stadens drygt 1 900 invånare. Bland medlemmarna fanns både sångare och instrumentalister, såväl amatörer som yrkesmusiker, företrädesvis från I20-regementets musikkår. En tidig medlem var läroverksstudenten Wilhelm Peterson-Berger, som först anslöt sig på 1880-talet och sedan 1891 återkom som nyutexaminerad musikdirektör och under en kort tid var sällskapets musikaliske ledare. Trots perioder av inaktivitet, som under första världskriget, kunde sällskapet år 2012 fira 150-årsjubileum. Året därpå firades 50-årsjubileum för den kommunala musikskola vars inrättande till stor del drivits av Musiksällskapet.

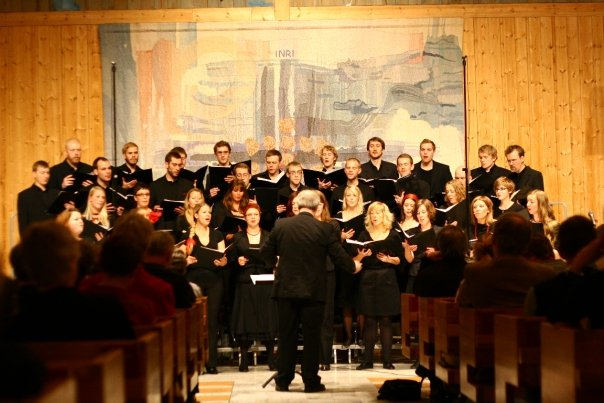
Umeå Studentkör, julkonsert i Ålidhemskyrkan 2007.

Stadens första enskilda körer – bland dem Umeå manskvartett och Hantverkarnas manskör – bildades i slutet av 1800-talet, men brist på tenorer och körledare tvingade dem att lägga ned några år in på 1900-talet. År 1909 tog konditorn Thure Melander initiativ till Umeå Sångarförbund, som 1988 bytte namn till Umeå manskör och var verksamma ända till 2024. Utöver dessa har åtskilliga körer fötts, bland andra Backens Manskör (1909), Umeå studentkör (1958), Kammarkören Sångkraft (1972), Björkstakören (1997), Snowflake Singers (2005), och Umeå Pop- och Rockkör (2008).
Åren 1973–1983 producerade Siewert Öholm SVT-programmet Hela kyrkan sjunger från Filadefiakyrkan i Umeå, med Margit Borgström som programledare.
- A choral midsummer light's dream – Internationell körfestival 2014.[15]

### Norrlandsoperan

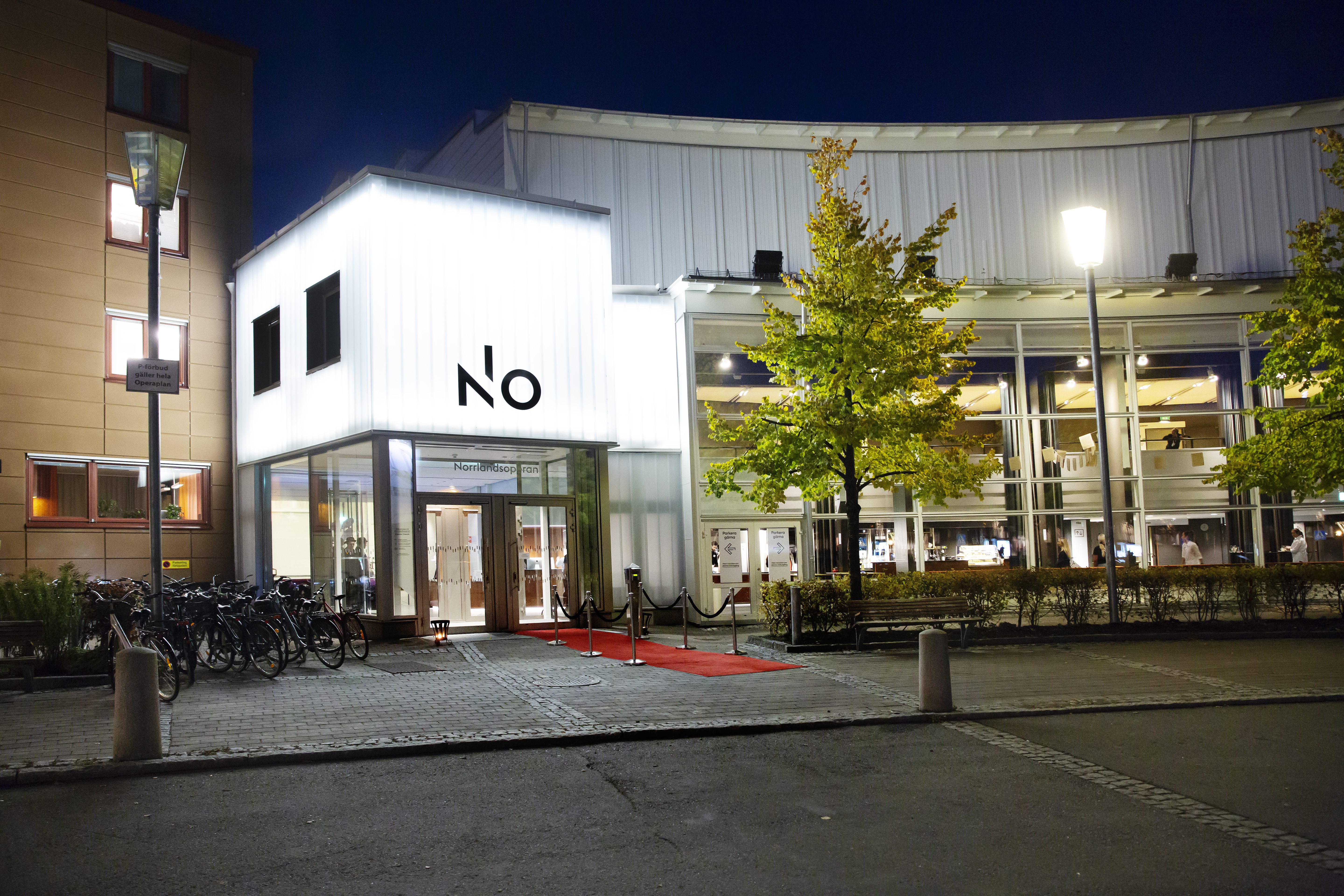
Entrén till Norrlandsoperan.

1974 års kulturpolitiska reform hade som ett av flera mål att "främja en decentralisering av verksamhet och beslutsfunktioner inom kulturområdet", vilket bland annat ledde till grundandet av en opera i Umeå. Den första stommen utgjordes av musikteatergruppen Sångens makt, med kopplingar till Vadstena-Akademien, och musiker från Regionmusiken. Dess förste chef och konstnärlige ledare var Arnold Östman.
Norrlandsoperan fick inledningsvis arbeta under provisoriska förhållanden, men fick 1984 operan överta gamla brandstationen på Vasagatan, som man sedan dess byggt ut i omgångar. Därifrån utgår även den mobila salong som används för turnéer runt om i Norrland.

#### Kammarmusikfestivalen
Umeå Internationella Kammarmusikfestival startades 1980, och drevs från 1991 i samarbete med Musikfestspelen Korsholm, Österbotten. Från 1993 var cellisten Frans Helmerson festivalens konstnärlige ledare. Uppdraget övertogs senare av Jan Björanger, konsertmästare i Umeå Symfoniorkester och Norrlandsoperan.
År 2003 fokuserade festivalen på musik av Frank Zappa, och flera musiker som spelat med den legendariske bandledaren, bland andra Napoleon Murphy Brock, Denny Walley, Ed Palermo och Mike Keneally – och umeåfödda duon Mats Öberg och Morgan Ågren – gästade Umeå och spelade även med Musikskolans elever.
När ett EU-bidrag på 1,5 miljoner drogs in kunde festivalen inte fortsätta som förut, och ersattes 2006 av den bredare MADE-festivalen. Kammarmusikfestivalen återuppstod 2019 med umeåfödde cellisten Svante Henryson som konstärlig ledare, tvingades till paus under Covid-19-pandemin, men återkom igen 2022.

#### MADE-festivalen
När de externa bidragen till Kammarmusikfestivalen och Folkmusikfestivalen i början av 2000-talet frös inne fick dåvarande Länsmusiken, Botnia Musik, i uppdrag att arrangera en mer gränslös festival. Resultatet blev MADE, som stod för Music, Art, Dance, Etcetera och åren 2006–2018 bjöd på ett rikt utbud dans, konst och framför allt musik: Ale Möller, Kroke, Cape Town Opera, The Tiger Lillies, Göran Söllscher, Frida Hyvönen, Mette Ingvartsen, Meredith Monk, Laurie Anderson, Mattias Alkberg, Chicks On Speed, David Sandström Overdrive, Cullbergbaletten, Brodskykvartetten, Freddie Wadling, Anna von Hausswolf, Jenny Wilson & Tensta Gospel Choir, Tindersticks, John Cale, Fred Frith, First Aid Kit, Blixa Bargeld, Tant Strul, Ladysmith Black Mambazo, El Perro del Mar, Sibille Attar och Tinariwen är bara ett axplock.

### Jazz

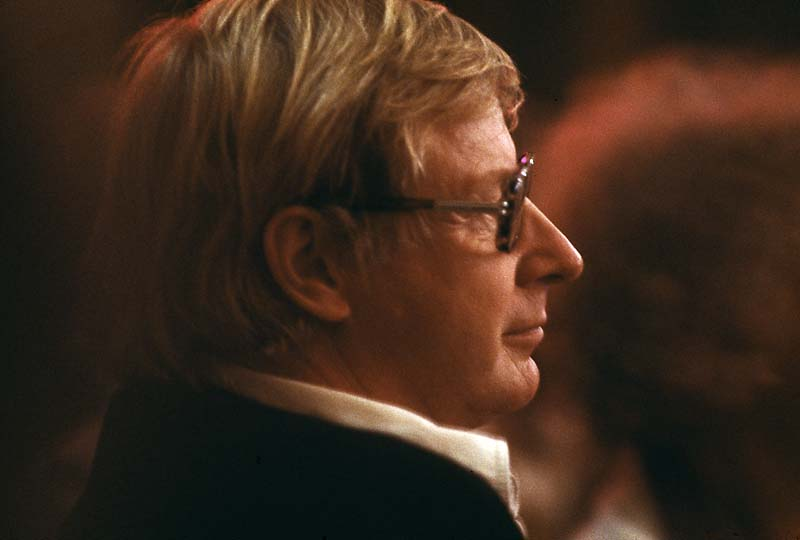
Lars Lystedt i Umeå 1979.

Jazzmusikens ställning i Umeå grundlades till stor del av trombonisten Lars Lystedt, som på 1940-talet arbetade som servitör på Amerikalinjen och då "upptäckte" jazzen på klubbar i USA. Han började spela bebop med umeåmusiker som Ray Carlsson (bas) och Stig-Ola Öberg (trummor). Lars Lystedt Quintet – nu med Sten Öberg på trummor – vann flera gånger tävlingen vid jazzfestivalen i Kramfors, och 1967 segrade bandet vid jazzfestivalen i schweiziska Zürich. Under det sena 1960-talet spelade bandet – och andra – ofta på danskvällar på Hotell Esplanad, som stod i centrum för dåtidens nöjesliv i Umeå.
Lystedt var också under många år Sverige-korrespondent för den välrenommerade amerikanska jazztidskriften Downbeat, och skaffade sig både överblick och kontakter – år 1958 lockades självaste Louis Armstrong till Umeå.
- Andra jazzmusiker med rötter i Umeå är Bernt Egerbladh, gitarristen Johan Norberg, flamencogitarristen Eric Steen, gitarristen Erik Weissglas, cellisten Svante Henryson, gitarristen Andreas Pettersson, saxofonisten Jonas Knutsson, saxofonisten Mats Gustavsson, sångerskan och trumslagaren Malin Jonsson, trumslagaren Morgan Ågren och keyboardisten Mats Öberg. Även soul- och gospelsångaren Samuel Ljungblahd är värd att nämna.

#### Jazzfestivalen

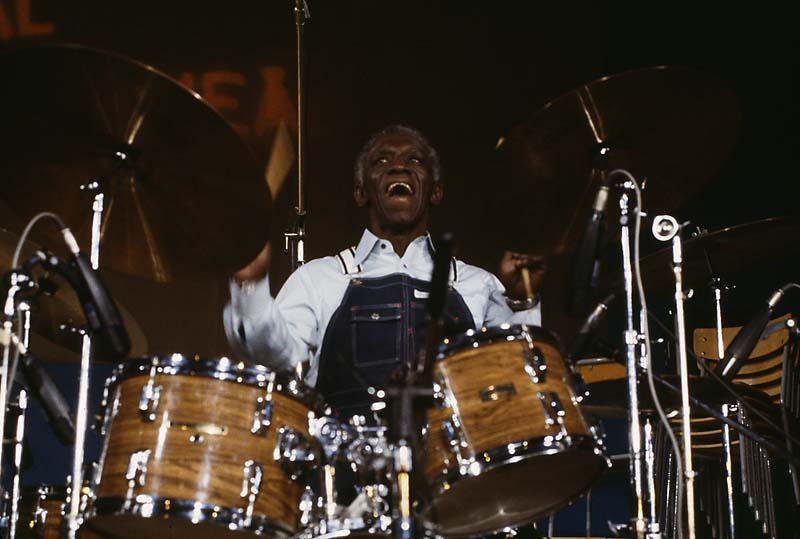
Art Blakey, trumslagare i The Jazz Messengers, på Umeå jazzfestival 1979.

Inspirerad av jazzfestivalen i norska Molde grundade Lystedt 1968 Umeå Jazzfestival , som redan invigningsåret gästades av Dexter Gordon . Under de år Lystedt var programchef för festivalen (1968–1983) gästades den av många av jazzens största namn, däribland Ella Fitzgerald, Count Basie, Duke Ellington, B.B. King, Louis Armstrong och Miles Davis.
Lystedt följdes som ledare för festivalen åren 1991–2022 av Lennart Strömbäck, som 2022 efterträddes av Jonas Knutsson.

#### Jazzklubben
Umeå Jazzfestival gjorde tidigt ett överskott, som användes för att starta Föreningen Jazz i Umeå. "Jazzklubben", som den ofta kallas, arrangerade konserter under större delen av året – från 1970-talet i kårhuset Scharinska villan och från 1996 i Studion i Umeå Folkets Hus.
Sommaren 2021 startade Umeå andra jazzklubb, UÅ, med spelningar på operarestaurangen Elektra.
Det stora utbudet av levande jazzmusik har säkerligen bidragit till att Jazzradion i P2 sedan 2013 produceras från Umeå.

### Rockmusik

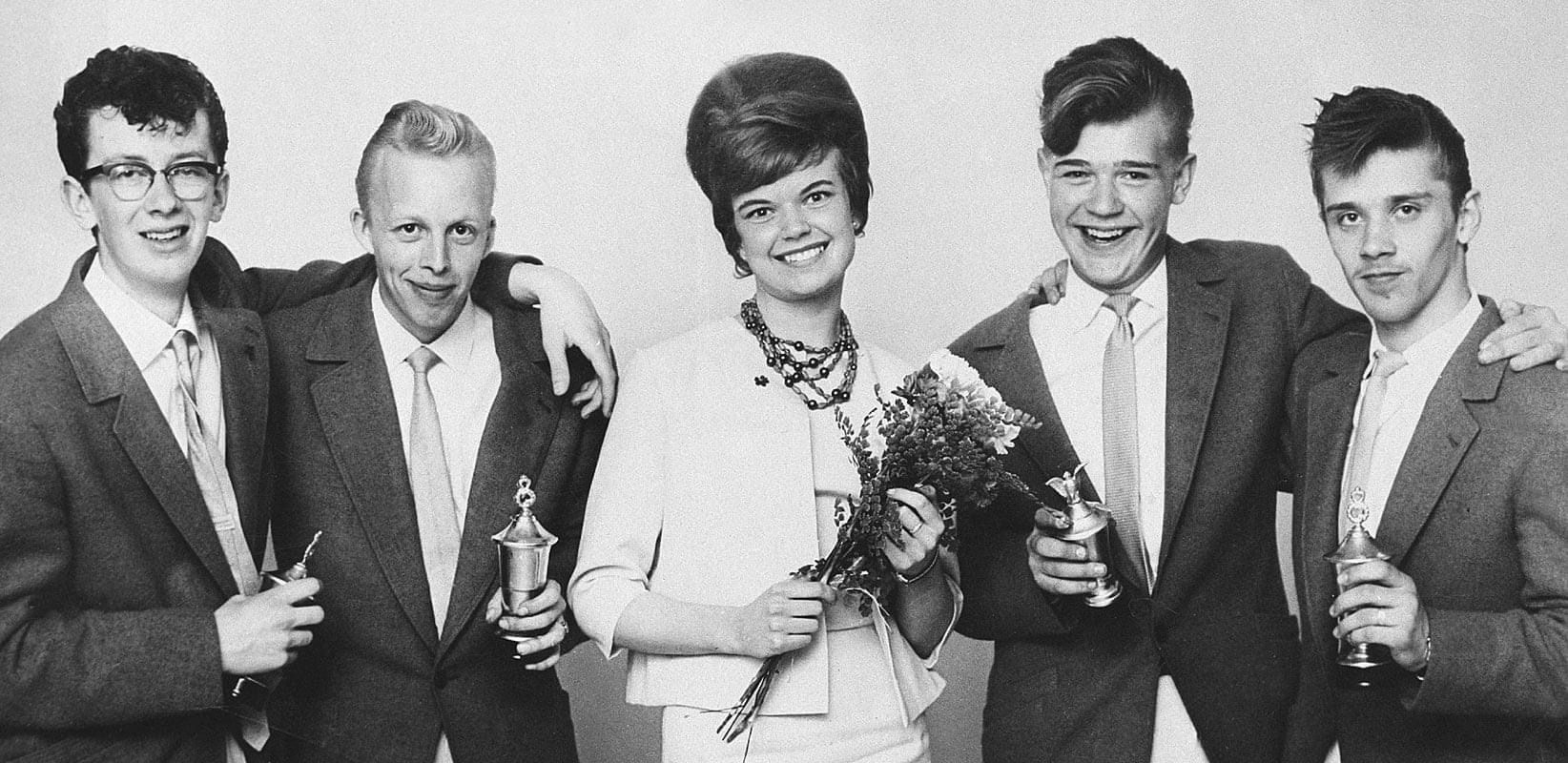
The Zettlers, efter vinsten i Öviks talangtävling 1962.

Rock'n'roll gjorde sitt (förmodligen) första besök i staden när Little Gerhard kom på besök till Nya Läroverkets aula i februari 1958. Två år senare var det dags för Rock-Boris, norske Per-Elvis och danske Rock-Finn att gästa Umeå med sin Nordiska Rockgala. År 1961 debuterade Umeåbandet The Zettlers på Nya ungdomsgården, och kom därefter att göra närmare 400 spelningar. Den första "rockgalan" i Umeå arrangerades av det lokala skämtmagasinet Grisbacka-Bladet i Läroverkets aula 1963. Närmare 900 besökare fick bland annat höra Umeåbanden Zettlers, Trappers och Cliftons. Året därpå blev Swinging Blue Jeans första utländska popband som gästade Umeå, i sporthallen.
Bristen på konsertlokaler var länge skriande. Lokala band spelade mest på undomsgårdarna, medan större konserter fick hållas i Läroverkets/Östra gymnasiets aula eller i sporthallen. På universitetets campus öppnade år 1970 "allaktivitetshuset" Universum, med flera restauranger och scener som kunde ta emot tusentalet besökare; vid invigningen spelade Made in Sweden, Julie Felix och Arne "Rosen" Quick. Året därpå öppnade Krogen Krogen på studentområdet Ålidhem, och snart gästades "tisdagskrogen" av rock- och proggband från hela landet. Musikläraren och före detta Zettlers-basisten P A Sundbaum började hösten 1972 hjälpa intresserade elever på Bräntbergsskolan att bilda band och låna replokal på skolan – en verksamhet som snart spreds till andra skolor. Många band fick uppträda i radioprogrammet Torsdag med ungdomsredaktionen i P3 som sändes från Umeå.

### Proggen & Stacken

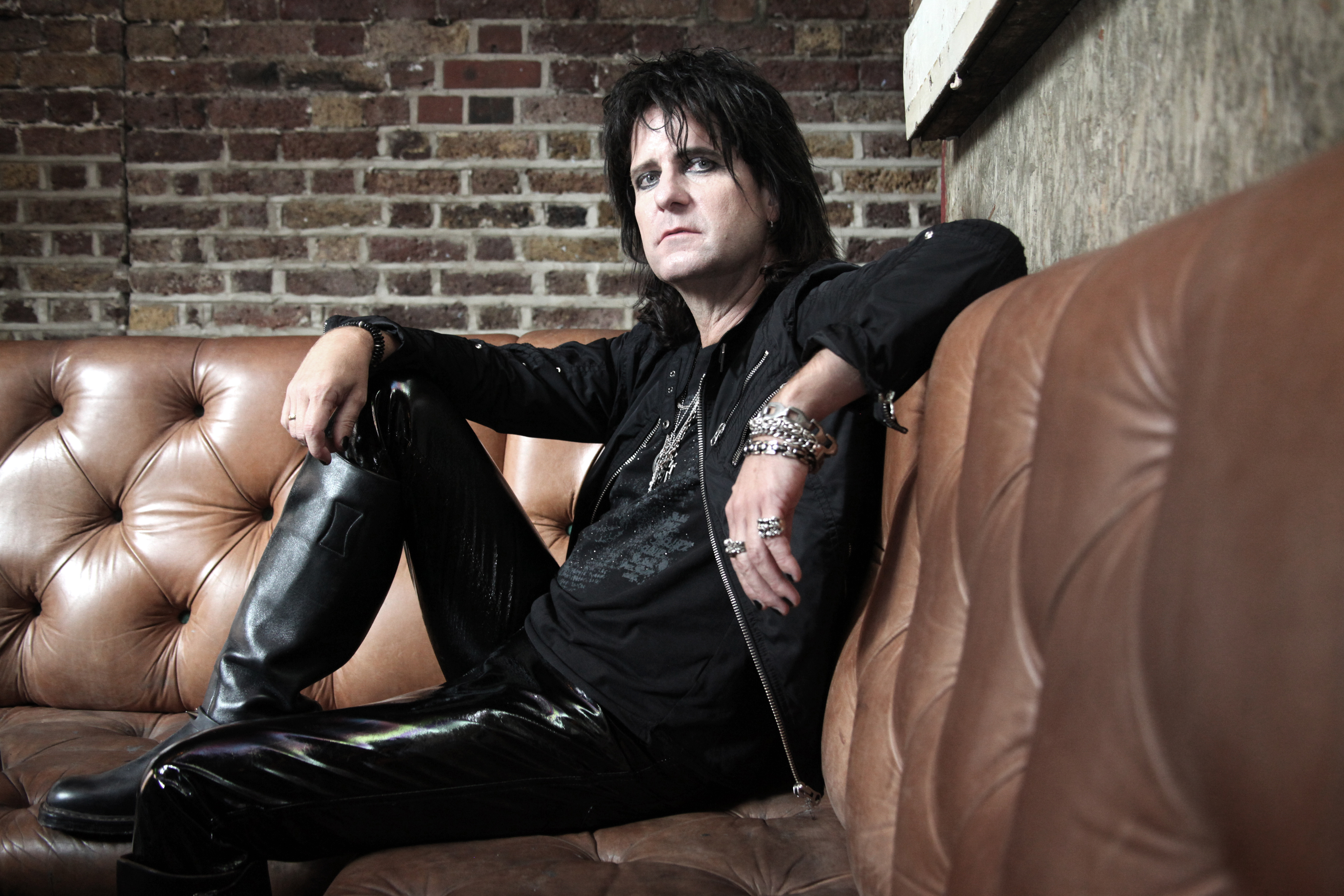
Kee Marcello 2011.

Det första uttalade proggbandet i Umeå var Trotsålderns barn (med Birgitta Egerbladh på sång), som bildades 1973. Intresset ökade när band som Kebnekajse, Nynningen och Hoola Bandoola Band gästade staden. Efter en konsert med Samla Mammas Manna i Östra gymnasiet i februari bildades Umeås eget Musikforum, Stacken, som redan i oktober samma år hade 225 medlemmar. I november 1974 gjorde nybildade Stetson Cody Group med Kjell Lövbom (alias Kee Marcello) på gitarr sin första spelning, på Hagagården. Välkomna i Stacken var dessa jazzrockare dock inte. 
1975 hade Universum lyckats boka fjolårets Eurovision Song Contest-vinnare Abba – bara någon månad innan Stackens minifestival EM-Schlakten i Mimers matsal för cirka 500 besökare. Tältprojektet mellanlandade förstås i Umeå 1977, samma år som Egba spelade på Jazzfestivalen. Året därpå öppnade Per Sörlin Umeås första inspelningsstudio, Tonteknik. Stonesinfluerade Nasty Music gjorde sin första spelning på Ålidhemsgården (och de håller på än, 2022). Utomhusfestivaler arrangerade både i Döbelns park och på Mariehemsängarna. Stacken lades ned i december 1979.  
Umeås första rock-LP, Välfärdsblues med Kylans Rockorkester utkom 1980 – samma år som Jazzfestivalen besöktes av Sonny Rollins och Cyndee Peters.  
- Andra band i Umeå från den tiden: Feelbrüters (1968–1974), Varmvattnet (1973–1975), Harald Hedning (1973–1975),  Enars kamel (1974–1977), Peppe & the Popping Peanuts (1975–1978), Contra (1975–1979), Steve Roper Band (1976–1980-tal), Rikets Affärer (1977–1980), jazzrockande Clark Kent (1977–1981), Favoritorkestern (1979–1984), Umeå Small Band (1980–1984).[44]

### Blues
Från början av 1990-talet började allt fler rockband spela blues, och 1995 bildades Umeå Bluesförening, som både arrangerat festivaler och åtskilliga konserter, inte sällan på restaurang Droskan. Där arrangeras också, sedan 2007, månatligen återkommande bluesjam. Av band kan nämnas Max Blues band (1979–), Mikes Blue Groove (1996–) och Headline Blues Band (2015–).

### Punk
Det sena 1970-talets vurm för punk och reggae satte inga djupa spår i Umeå, även om enstaka punkband som Anders Ångest (1979–1982) med tiden fått något av mytologisk status. Många musiker som börjat spela punkrock sökte sig snart till hårdrock och/eller hardcore.
- Andra band från tiden: Nylle & nallarna (1978–1979), Caligulas barn (1979–1982), Dagen D / The sämst (1980–1982), The Pinheads (1980–2010-tal).[50]

### Hårdrock

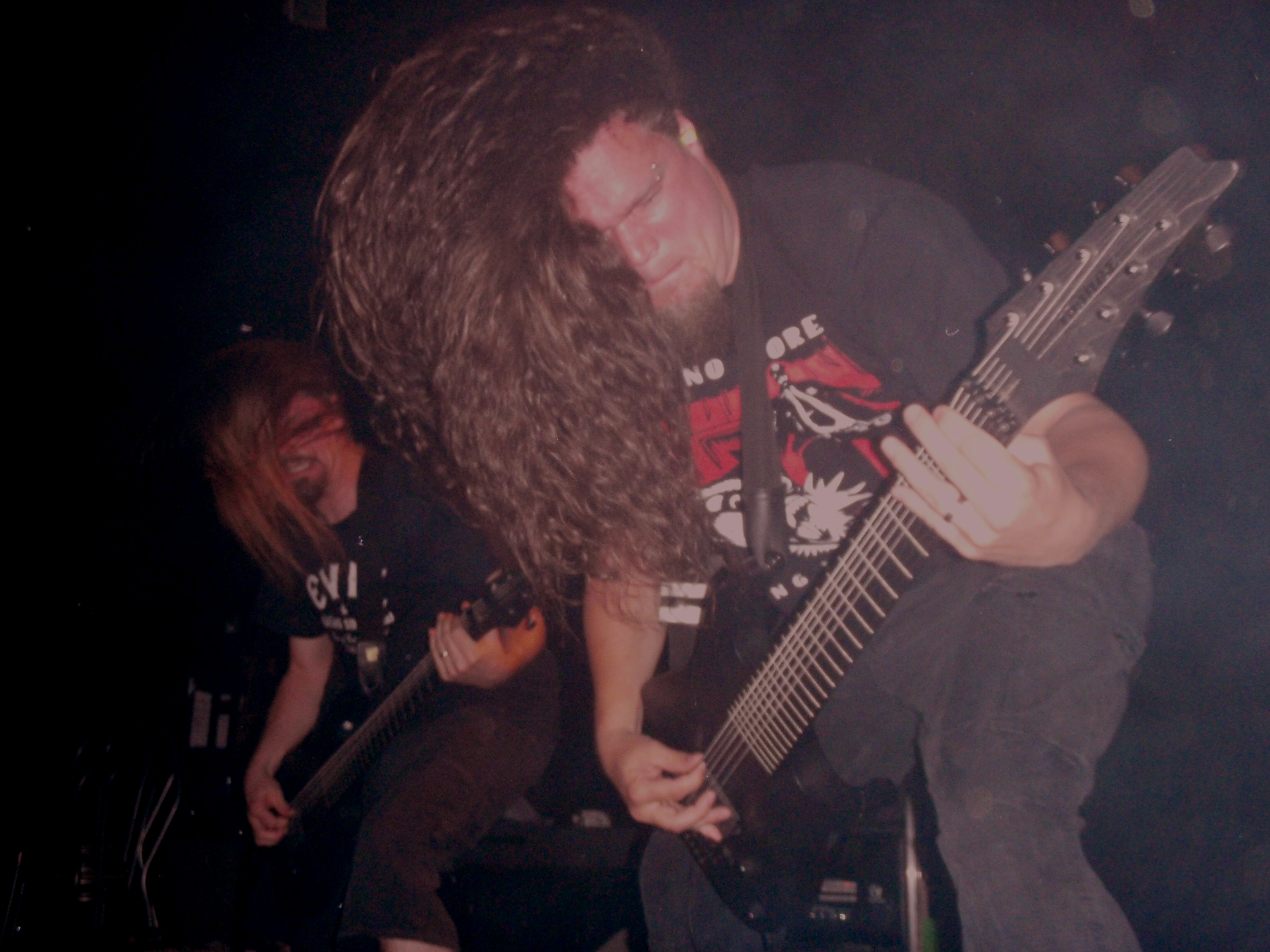
Mårten Hagström (till höger) och Fredrik Thordendal för Meshuggah i Prag, 2008.

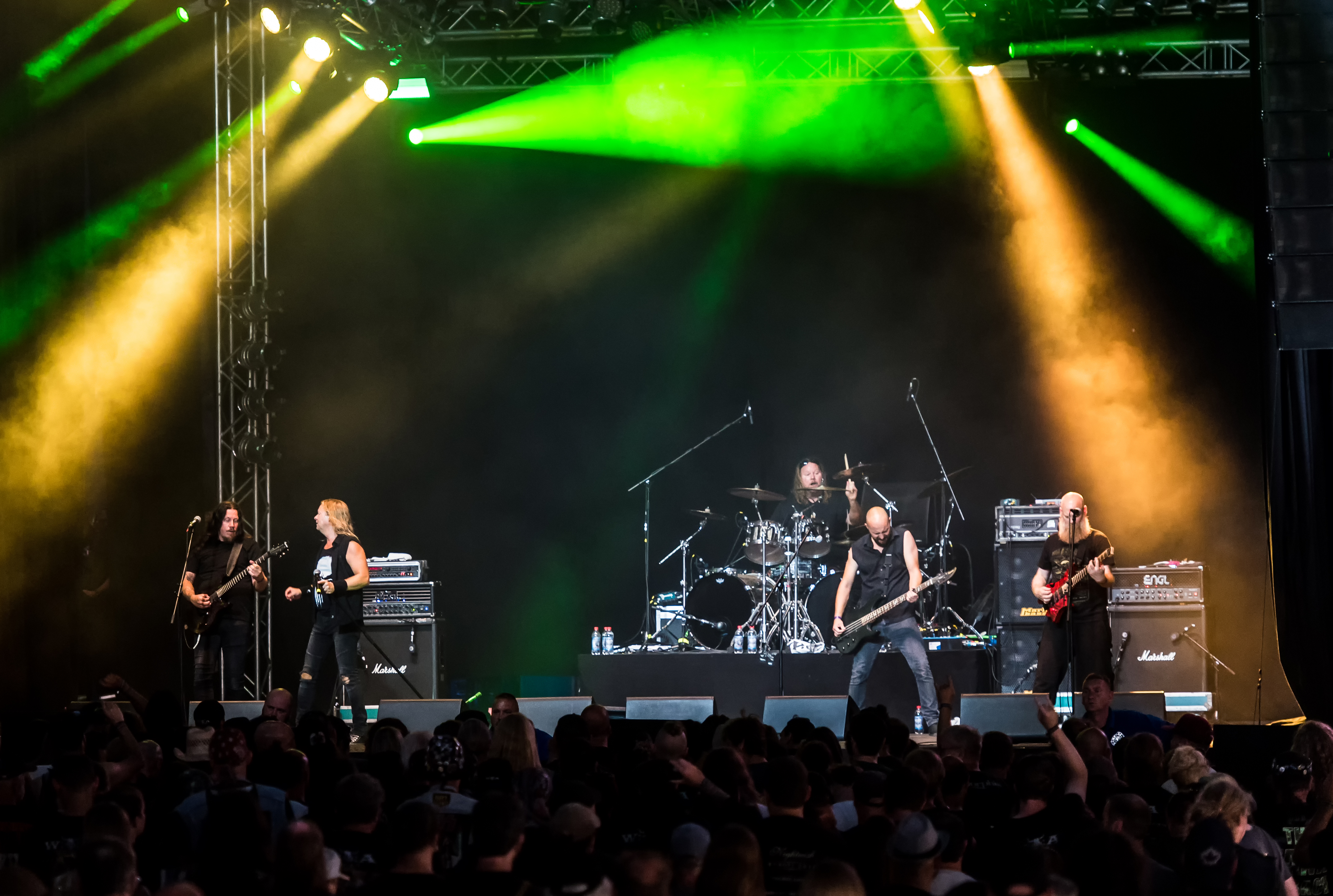
Nocturnal Rites, 2018.

Ett tidigt hårdrockband – eller heavy metal som det kallades – var Mogg, som bildades i Umeå 1981 och upplöstes i Los Angeles 1995. 1991 var också året då gitarristen Kjell Löfbom, alias Kee Marcello, lämnade Umeå för spel i Noice, Easy Action och senare i Europe.
1985 bildade gitarristen Fredrik Thordendal thrash metal-bandet Metallien, som 1987 bytte namn till Meshuggah, som efter tiotalet album fortfarande är verksamma, och så sent som våren 2022 beskrevs som ett av samtidens mest respekterade metal-band av musiktidningen Rolling Stone. Ett experimentellt sidoprojekt var albumet Sol Niger Within från 1997, där Tordendahl och trumslagaren Tomas Haake samarbetade med de umeåbördiga jazzmusikerna Morgan Ågren, Mats Öberg och Jonas Knutsson.
- Andra band i liknande genrer är Nocturnal Rites (1990–2008), Naglfar (1992–), The Facer (1997–2000), Cult of Luna (1999–), Khoma (2002–), Mexicoma (2006–).

#### House of Metal
House of Metal är en årlig metalfestival I Umeå som genomfördes första gången den 16–17 februari 2007 i Umeå Folkets hus, som även fortsatt varit festivalens hemmaplan. På festivalens tre scener, som har en total kapacitet på  ca 2 700 besökare, uppträder vanligen ett 20-tal band från Sverige och övriga världen. Festivalerna 2021 och 2022 ställdes in på grund av Covid-19-pandemin.

### Hardcore

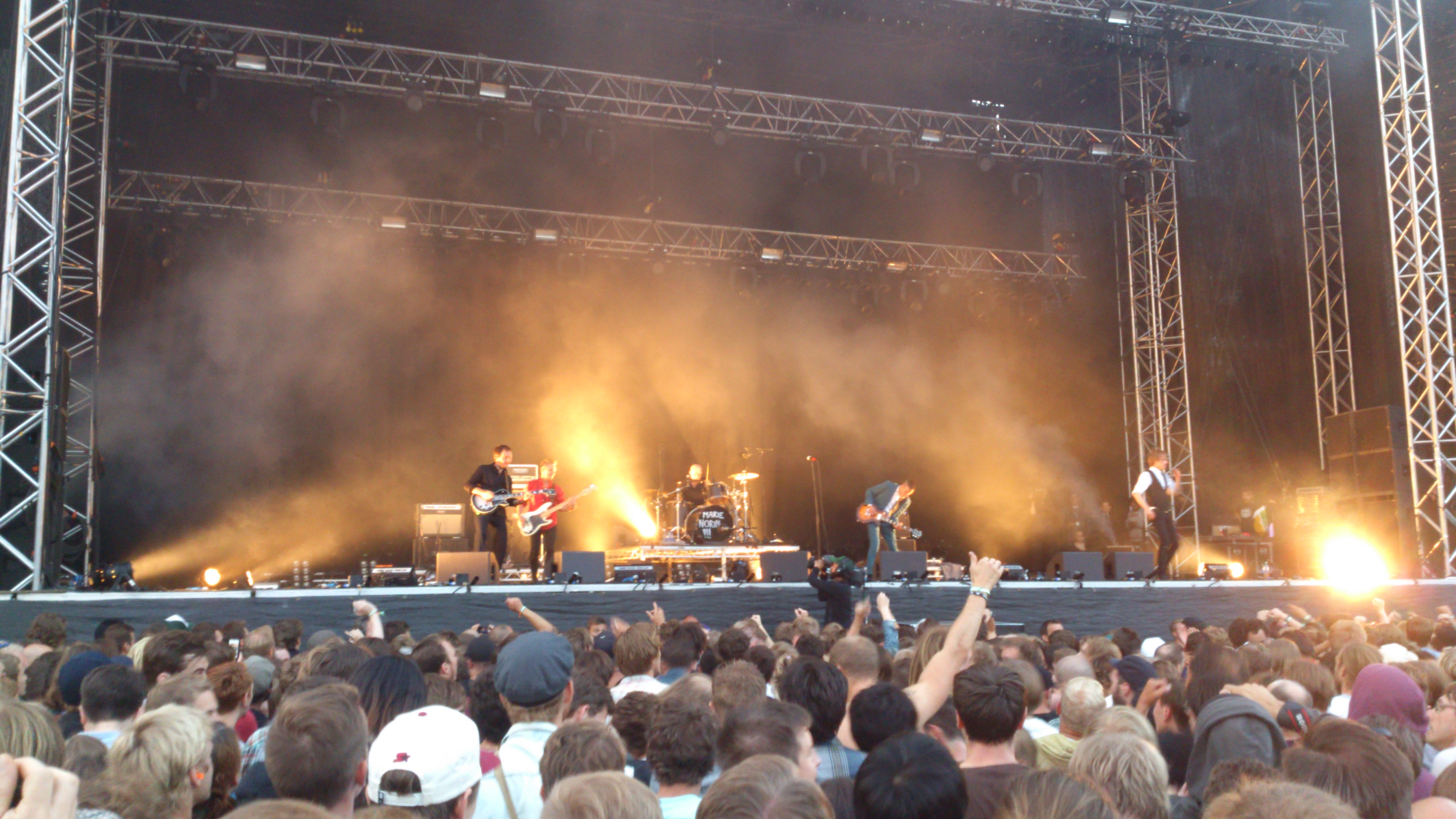
Refused på Way Out West, 2012.

"Umeå hardcore" blev ett begrepp när musikgenren "hardcore" blev populär i Umeå i början av 1990-talet, i samband med subkulturen Straight Edges framväxt och den våg av veganism som tog fart i staden. Ungdomshuset Galaxen, som i mitten av 1990-talet tog över lokaler efter Gamla Folkets hus, fick en betydande roll för rörelsen då band som Abhinanda, Doughnuts, Refused och Saidiwas blev populära.
Den militanta form av veganism som spreds i Umeå fick nationell uppmärksamhet efter ett brandattentat mot charkuteriföretaget Scans lastbilar, bränder i lokala korvkiosker och åtskilliga konfrontationer mellan ungdomar och polis – ofta i samband med hot om nedläggning av samlingslokaler för ungdomar.
Åren 1997–2008 (och tillfälligt återuppstånden år 2014) arrangerades Punkfesten, med inriktning på punk och hardcore, i olika lokaler i Umeå; Galaxen, Hamnmagasinet och Verket – det senare en lokal förening som sedan 2006 med viss framgång arbetat för "oberoende konsertlokaler för alternativ musik i umeå".

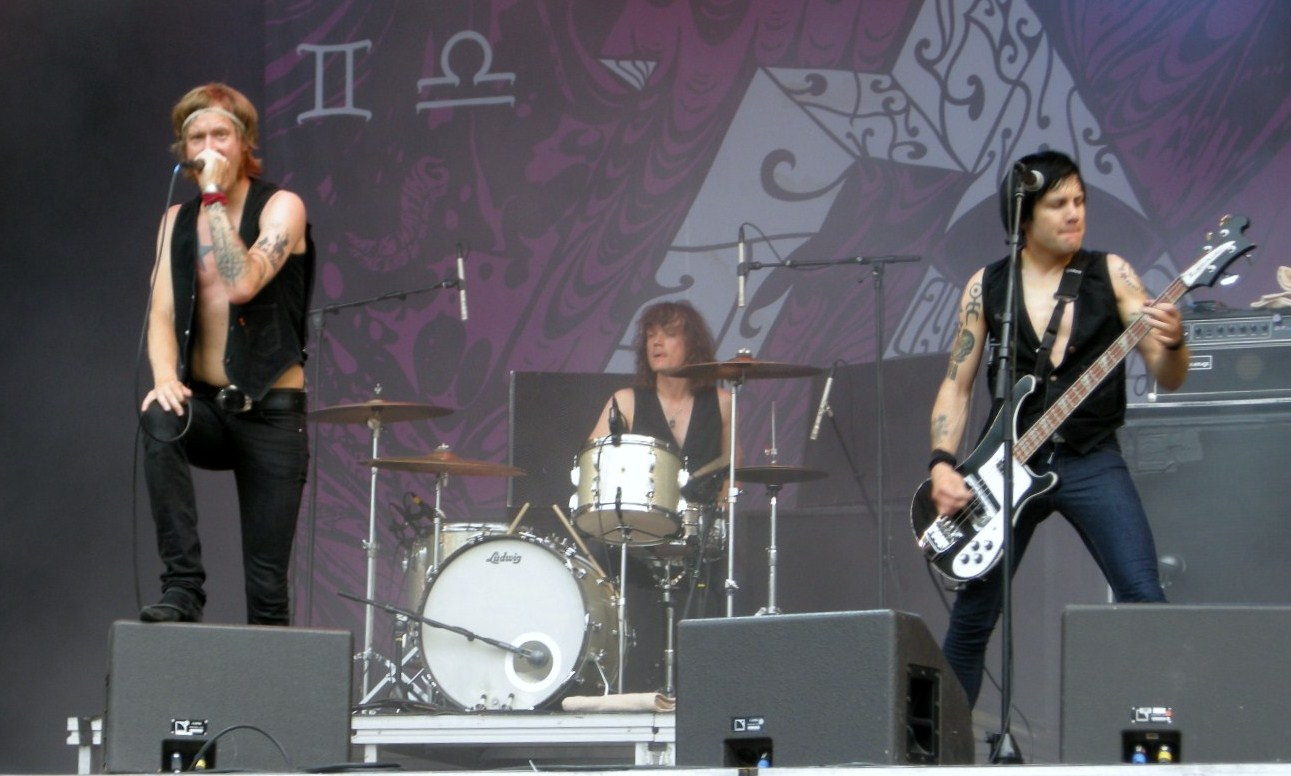
The (International) Noice Conspiracy, Sonisphere, 2009.

Flera av tidens tongivande personer är fortfarande verksamma inom musiken. Bland annat driver Dennis Lyxzén, som var en av de mest framträdande personerna och även medlem i band som Refused, Final Exit, The (International) Noise Conspiracy och AC4, skivbolaget Ny våg Records och klubben Ny Våg som inriktar sig på punkmusik, ofta med retrokänsla. Andra lokala skivbolag vid den tiden var Busted Heads Records och Desperate Fight Records. 
Refused  återförenades 2014 och de har släppt ett antal skivor sedan dess. 
År 2005 spelade Refusedgitarristen Kristofer Steen in dokumentären Refused Are Fucking Dead. Steen utbildade sig sedan till operaregissör vid Operahögskolan i Stockholm, och har bland annat arbetat med en uppsättning av La Bohème på Norrlandsoperan i Umeå, med premiär 28 februari 2013.

### Indiepop

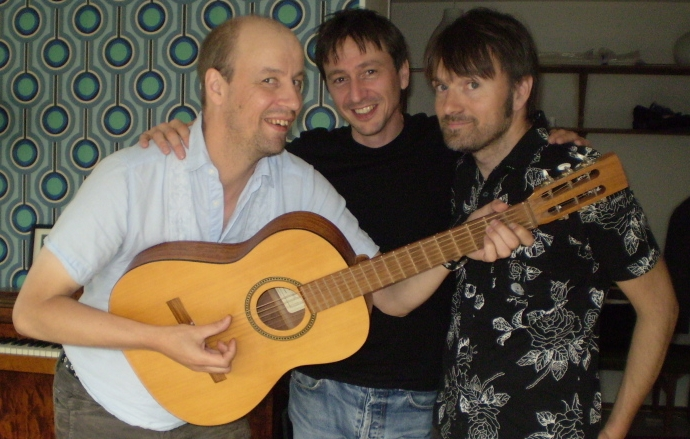
Trio Lligo – Tor Lundmark, Erik Josefsson och Erik Dahlgren – 2007.

Umeås indiepopscen kan sägas ha tjuvstartat redan i mitten av 1980-talet med jazzpunkbandet Trio Lligo (1986–1996) och mer experimentella Komeda (1987–2003). Flertalet bandmedlemmar förenades i konstellationen Projektor 7, som vid Umeå filmfestival 1991 framförde stumfilmsmusik live till Buster Keatons stumfilm Sherlock Junior; ett projekt som upprepades vid fler festivaler, bland andra Midnight Sun Film Festival i Sodankylä 1993. Trio Lligo har återförenats flera gånger, bland annat  2009 då gruppen gav en konsert tillsammans med Norrlandsoperans Symfoniorkester under MADE-festivalen. 
År 1991 startade skivbolaget NONS, North of no South Records, (1991–2006) som bland annat gav ut skivor med lokala band som K-pist, Ray Wonder (1992–2000), Lushes & Tramps (1992–), The Perishers (1997–2007), Isolation Years (1999–2007) och sydligare grupper som Pinko Pinko, Hell on Wheels, Doktor Kosmos och Miss Universum.
Till genren kan man också räkna Deportees (2003–), ursprungligen från Vindeln men senare verksamma i Umeå, och Annika Norlin, som 2009 flyttade från Östersund till Umeå.

#### Umeå Open
Sedan Sveriges Radio P3 år 1997 utsett Umeå till "Årets Popstad" fick arrangörerna av Popstadsfesten – med Kulturföreningen Humlan i ryggen – blodad tand och startade den årliga festivalen Umeå Open. Med 3–5 scener i Umeå Folkets Hus växte festivalen snabbt till att bli landets största rockmusikfestival inomhus (2007) med cirka 5 000 besökare varje år. I augusti 2018 meddelade kulturföreningen Humlan att den haft problem med ekonomin efter Kulturhuvudstadsårets 2014, vilket medfört att festivalen lagts ned.

### Hiphop
Musik och konstollektivet Random Bastards samlades 2002 för att bland annat göra skateboard- och snowboardfilmer – och musik – tillsammans. Musikförlaget Random Bastards / Storspoven har sedan dess släppt hiphop-musik av bland andra Cleo, Fricky, Academics, Trainspotters, Gonza-Ra, Broder John och Marc UÅ.
Medlemmarna kommer från Umeå och andra platser i Västerbotten och har, trots att flera flyttat till Stockholmstrakten, hållit kontakten med norr, inte minst i minifestivalen Mästerbotten, som de arrangerat åren 2017, 2018 och 2019.

### Folkmusik och Country & Northern
Liksom i övriga landet pånyttföddes på 1970-talet intresset för folkmusik i Umeå. År 1977 bildades Ålidhems nyfolkliga dansorkester (1977–1980) och Paddy Person Group, som år 2022 fortfarande är aktiva. Kraja (2002–) har excellerat i att sjunga egna arrangemang av folkvisor a capella. Mullin Mallin var i många år en balkaninfluerad sånggrupp, men har på senare år utvidgat sin repertoar med samiska tongångar och instrumentalister från bandet Svensk Peppar. Ye Banished Privateers har framträtt – utstyrda som pirater – med irländsk och skandinavisk folkmusik sedan 2008.

#### Alternativ country
Redan under tidigt 1980-tal spelade A.C.N.E (Avans Country & Northern Ensemble, med rötter i Luleå och Umeå) egna arrangemang av countrylåtar – ofta med försvenskade texter – och mycket annat. De följdes av band som Trio Lligo (1986–1996), Isolation Years (1999–2007), Frida Selander (2001–), Deportees (2003–) och Halm (2010–).

### Dansband och show
I mars 1975 blev umeådansbandet Max Fenders etta på Svensktoppen med Vindens melodi. Knappt 20 år senare spelade showgruppen Spirella Girls in låten "Brolin, Brolin" som spelades flitigt i radio under VM-sommaren 1994.

### Melodifestivaler och Idoler

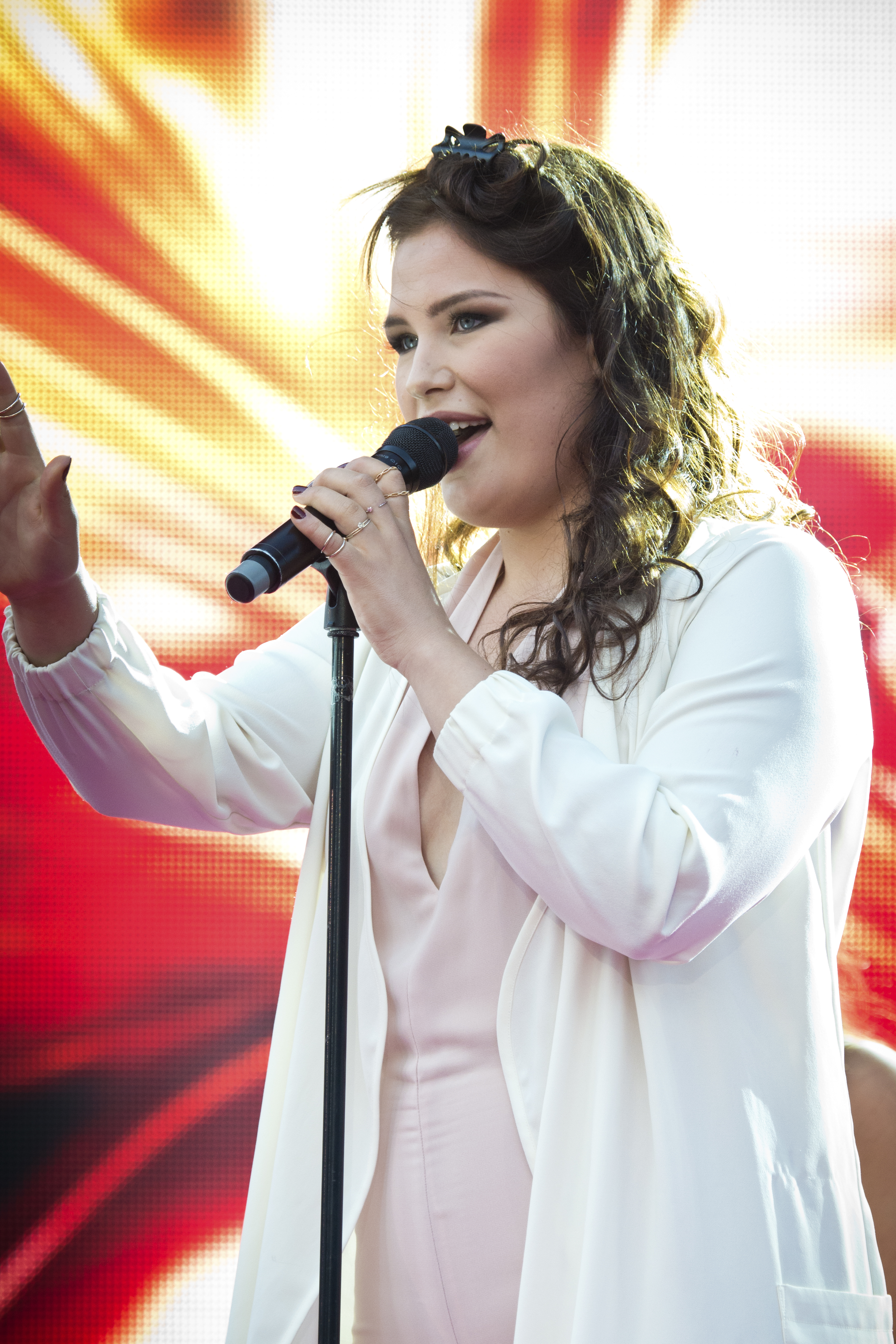
Molly Pettersson Hammar på Sommarkrysset 2015, Gröna Lund, Stockholm.

År 2004 arrangerades Melodifestivalens tredje deltävling i Umeå, dock utan lokala deltagare. Senare har Lisa Miskovsky deltagit flera gånger; år 2012 nådde hon en nionde plats med låten "Why Start a Fire"  och 2022 tog hon sig till semifinal med låten "Best to Come". Molly Pettersson Hammar kom 2015 på sjätte plats med låten "I'll Be Fine", och gick 2016 vidare till Andra chansen med låter "Hunger". Hon skrev också låten "Walk on Water", som var Maltas tävlingsbidrag i Eurovision Song Contest 2016.
Första upplagan av talangtävlingen Idol år 2004 vanns av Daniel Lindström, född i Vännäs men uppväxt i Umeå. Det följdes av Tove Styrkes tredjeplats i Idol 2009, Molly Pettersson Hammar kom 4:a i Idol 2011, Elin Bergman tog andra platsen i Idol 2013 och Simon Zion (från Ekenäs men boende i Umeå) slutade 3:a i Idol 2015.

## Musiker med anknytning till Umeå
Karl Backman musiker, konstnär - Margit Borgström sångledare - Cleo musiker - Eva Dahlgren artist, låtskrivare & sångerska - Berndt Egerbladh musiker - Fricky musiker - Mats Gustafsson saxofonist  - Maya Rose sångerska, musikproducent  - Tomas Haake musiker - Torbjörn Harr artist & musiker - Svante Henryson musiker - Sofia Jannok artist - Inge Johansson  musiker - Jonas Knutsson saxofonist - Birgit Lindberg jazzpianist - Daniel Lindström sångare, vinnare av Idol 2004 - Samuel Ljungblahd sångare - Anders Lundström operasångare - Lars Lystedt  jazzmusiker  - Dennis Lyxzén  musiker - Kee Marcello  musiker - Carolina Miskovsky musiker - Lisa Miskovsky artist, låtskrivare & sångerska - Annika Norlin låtskrivare & sångerska - Wilhelm Peterson-Berger tonsättare - Molly Pettersson Hammar sångare - David Sandström musiker -  Frida Selander musiker - Kristofer Steen musiker & filmare - Erik Steen musiker - Tove Styrke musiker - Fredrik Thordendal musiker  - Håkan Wikell musiker & tonsättare - Jimmy Ågren  musiker  - Morgan Ågren trumvirtuos  - Mats Öberg jazzpianist